# 心理判定員
心理判定員（しんりはんていいん）は、児童相談所、身体障害者更生相談所、知的障害者更生相談所、発達障害相談支援センター等の施設において心理学の専門的学識に基づく心理判定業務に携わる職員。

## 概要
このうち児童相談所の心理判定員については、厚生労働省の児童相談所運営指針の改正に伴い、2005年（平成17年）より児童心理司の呼称が用いられるようになっている。心理療法担当職員を兼務することも多い。
かつては心理学専攻経験のない事務吏員（一般職公務員）が研修を受けて心理判定員となることもあったが、現在では大学・大学院で心理学を専攻し、心理職として採用された者をその任に充てることが普通になっている。臨床心理士資格の有無（一部では臨床発達心理士資格でも可能な場合も）を重要視されることが多く、高度な専門性を求められる任用資格のひとつである。